# Vertrag von Neuberg
Der Vertrag von Neuberg vom 25. September 1379 bestimmte die Teilung der habsburgischen Länder.
Entgegen der Rudolfinischen Hausordnung von 1364, in der Herzog Rudolf IV. († 1365) mit seinen jüngeren Brüdern Albrecht und Leopold die Unteilbarkeit der habsburgischen Länder vereinbart hatte, beschlossen nun Albrecht und Leopold im Zisterzienserstift Neuberg, bei Neuberg an der Mürz, 1379 ohne äußeren Zwang die Aufspaltung ihres gemeinsamen Erbes, deren Folge ein Machtverlust der Habsburger war.
- Die Albertinische Linie behielt Österreich ob und nid der Enns, jedoch ohne die Grafschaft Pitten mit Wiener Neustadt, die zur Steiermark gehörte.
- Die Leopoldinische Linie erhielt die Steiermark, Kärnten,  Tirol und die Vorlande sowie die Krain mit der Windischen Mark, Inneristrien und die Neuerwerbungen an der Adria (das spätere Küstenland).

An den Titeln beider Regenten änderte sich nichts, die gegenseitigen Erbansprüche sowie das Vorkaufsrecht wurden beibehalten.
Die Teilung in die Albertinische und die Leopoldinische Linie des Hauses sollte erst am 19. März 1490 enden. Erzherzog Sigmund von Tirol sorgte durch seinen Verzicht auf die Regierung in Tirol zugunsten König Maximilian I. für die Wiedervereinigung der habsburgischen Besitzungen.